# Petar Pekić
Petar Pekić (mađ: Pékity Péter) (Gornji Sveti Ivan, Mađarska, 1896. – 1965.) je bio bački hrvatski povjesničar, slavist i književnik.
Svojim djelima je ušao u antologije proze (roman) i poezije bunjevačkih Hrvata iz 1971., sastavljača Geze Kikića, u izdanju Matice hrvatske.
U političkom životu, bitno je njegovo sudjelovanje 22. rujna 1919. u bunjevačkom poslanstvu koje je otputovalo u Pariz na mirovnu konferenciju s inozemnim diplomatima.
1936. su u odboru za proslavu 250. obljetnice dolaska jedne grupe Bunjevca i preuzimanja vlasti u Subotici bili Blaško Rajić, Ivan Malagurski Tanar, Miroslav Mažgon, Petar Pekić, dr Mihovil Katanec, Albe Šokčić, Ivan Kujundžić, Kata Taupert i drugi. Inicijator i pokrovitelj akcije bio je biskup Lajčo Budanović,
- prijevodi
- Voltaire: Moj boravak u Berlinu, 1951.
- povijesna
- Povijest oslobođenja Vojvodine, Grafika, Subotica, 1939.
- Vae victis : ili pobijanje kritike dra Dušana Popovića i Vase Stajića, Subotica, 1930.
- Propast Austro-Ugarske Monarhije : i postanak nasljednih država, Grafika, Subotica, 1937.
- Povijest Hrvata u Vojvodini : od najstarijih vremena do 1929. godine, Matica hrvatska, Zagreb, 1930.

## Vanjske poveznice
- (mađ.) Eötvös József Főiskola, Baja  Arhivirana inačica izvorne stranice od 1. travnja 2010. (Wayback Machine) Nemzetiségi referens felsőfokú szakképzési program - A horvát kisebbség irodalma I.II.III.
- Antologija proze bunjevačkih Hrvata  Arhivirana inačica izvorne stranice od 15. travnja 2008. (Wayback Machine)
- Antologija poezije bunjevačkih Hrvata  Arhivirana inačica izvorne stranice od 17. travnja 2008. (Wayback Machine)
- Zvonik  Arhivirana inačica izvorne stranice od 27. rujna 2007. (Wayback Machine) Kojim je jezikom govorio Blaško Rajić
- Hrvatska riječ  Arhivirana inačica izvorne stranice od 2. kolovoza 2012. (Wayback Machine) Roman u književnosti vojvođanskih Hrvata, 13. veljače 2009.